# Seefahrt ist Not (Schiff, 1917)
Die Seefahrt ist Not war ein deutscher Fischdampfer bzw. ein Vorpostenboot der Kaiserlichen Marine, das im Ersten Weltkrieg aufgrund eines Seeminentreffers in der Nordsee sank.

## Geschichte
Nachweisbar ist die Seefahrt ist Not seit dem 25. November 1917 als Kriegsfeuerschiff Norderney. Der Name leitet sich von Gorch Focks 1913 erschienenem Roman Seefahrt ist not! ab.
Bereits am 1. Dezember 1917 wurde das Boot der Vorposten-Flottille der Ems zugeteilt.  Am 27. März 1918 lief das Boot vor der niederländischen Küste auf eine Seemine und sank auf Position 53° 41,3 n/06° 12,5 o auf eine Tiefe von rund 20 Metern. Einzelheiten sind nicht bekannt. Dabei kamen vier Besatzungsmitglieder ums Leben:
- 1. Oberbootsmannsmaat Friedrich Duwe
- 2. FT-Gast Reinhold Lehnhoff
- 3. Obermatrose Paul Nowack
- 4. Obermatrose der Reserve Heinrich Wüpper

## Schwesterschiffe
Vom Typ Fischindustrieller wurden bei Stülcken insgesamt 23 Einheiten gebaut. Schwesterschiffe der Seefahrt ist Not waren u. a. die Gorch Fock, die Nikolaus Schoke, die Jeverland und die Hein Godenwind. Letztere war nach dem Protagonisten in Gorch Focks 1912 erschienenem Roman Hein Godenwind, de Admiral von Moskitonien benannt.